# Domenico di Lano
Domenico di Lano (Siena, ... – ...; fl. XIV secolo)  è stato un capopolo senese, di mestiere "ligrittiere" (venditore di panni al minuto), tra i più importanti esponenti della Compagnia del Piano di Ovile, altresì detta del Bruco.

## Biografia
Durante i primi mesi del regime dei Riformatori in cui sorse la detta Compagnia - nata come società di popolo di un preciso distretto ma che svolse sin da subito un ruolo politico di primissimo piano - Domenico fu capitano del popolo della città per il bimestre maggio-giugno 1369.
Nel 1370 guidò in Siena la rivolta sociale di luglio, a capo centinaia di membri del Bruco: gli abitanti del Piano di Ovile erano insorti contro i produttori di grano accusandoli di accaparrarselo per farne lievitare il prezzo e causare così la carestia in corso. Fu un tentativo di fare pressione sul regime dei Riformatori, al quale il Bruco era politicamente affine, per costringere i produttori a immettere il frumento sul mercato. Questi i passi della Cronaca:
(Cronaca senese di Donato di Neri e di suo figlio Neri)
Essendo la rivolta finalizzata non tanto al rovesciamento del regime, quanto a rafforzarne la componente maggioritaria del Popolo minuto, Domenico di Lano il 27 settembre dello stesso anno fu membro di una commissione governativa per studiare alcune modalità proprio per aumentare le entrate di grano in città.
L'anno successivo, nel luglio del 1371, fu tra i protagonisti della rivolta di Barbicone. Durante i cruenti scontri in cui la Compagnia del Bruco imperversò in Siena contro i nemici politici, Domenico di Lano assieme a Matteino di ser Ventura (di Mensano) guidò le bande armate del Popolo minuto, allora egemone nella fazione dei Riformatori al potere.
Dopo la vittoria della Compagnia del Bruco e del regime sulla congiura di fine luglio 1371, il trattato dei gonfalonieri, Domenico di Lano, come del resto altri esponenti del Piano di Ovile, prestò nuovamente i suoi servigi per i Riformatori e il governo.
Impiegato nella fanteria del comune di Siena e a capo di duecento balestrieri, si ferì due anni dopo durante la campagna militare in appoggio a Firenze contro i nobili Ubaldini ribelli.
Ricoprì altri prestigiosi incarichi nei Riformatori. Sarà tra sapientes del Concistoro nel novembre ’71 e ’72, nel maggio ’76, nel gennaio ’80 e nel novembre ’81. Nel gennaio 1372 è tra i Riveditori delle ragioni e pochi mesi dopo, a settembre, è tra gli Ordines civitatis. Esattamente un anno dopo viene nominato in una Balía su argomenti che dovevano restare segreti. Nel maggio ’74, nel settembre ’75 e nel gennaio ’78 è in tre Balíe incaricate di trovare denari. Nel maggio ’78 è tra i consiglieri del Capitano del Popolo